# Фленсбургский городской оркестр
Фленсбургский городской оркестр (нем. Flensburger Städtisches Orchester), с 1933 года Оркестр Приграничья (нем. Grenzland-Orchester) — оркестр, действовавший в Германии в 1920—1944 гг. и базировавшийся во Фленсбурге.

## История
Был создан под патронатом городской администрации, по большей части из демобилизованных музыкантов, ранее игравших в военных оркестрах в ходе Первой мировой войны; первоначальный состав — 40 оркестрантов. Наряду с основной программой оркестр давал в течение сезона до 30 популярных концертов (танцевальная музыка, мелодии оперетт) и шесть камерных концертов. Первый руководитель коллектива Виктор Вольфганг Шварц делал акцент на романтическом репертуаре (Рихард Вагнер, Франц Лист, Рихард Штраус, Гектор Берлиоз), сменивший его Курт Барт отдавал предпочтение более раннему репертуару (Георг Фридрих Гендель, Йозеф Гайдн, Вольфганг Амадей Моцарт). При Барте проводились также лекции-концерты для взрослых, в ходе которых исполняемые произведения сопровождались просветительским комментарием. Оркестр выступал в окрестных городах (Шлезвиг, Хузум, полуостров Эйдерштедт, Северо-Фризские острова), в датском Северном Шлезвиге, в летнее время — на курортах Гельголанда и Бад-Эмса.
В 1930 году из-за финансовых трудностей город распустил оркестр, однако музыканты объединились во Фленсбургское общество друзей музыки (нем. Verein der Musikfreunde in Flensburg) и продолжили работу как самоуправляемый коллектив. Заметной страницей в культурной жизни региона стал проведённый силами оркестра Фестиваль Генриха Шютца (1932). После прихода к власти нацистов оркестр был переименован в Оркестр Приграничья и сменил руководство. В 1930-е гг. многие концерты оркестра транслировались по радио через Гамбург на всю Германию. Работа оркестра прекратилась в 1944 году, когда многие музыканты оказались призваны на службу в вермахте. Преемником оркестра стал созданный в 1945 году по инициативе британской оккупационной администрации Фленсбургский муниципальный оркестр.

## Руководители
- Виктор Вольфганг Шварц (1920—1924)
- Курт Барт (1924—1933)
- Иоганнес Рёдер (1933—1937)
- Хайнц Шуберт[нем.] (1937—1938)
- Отто Милер (1938—1944)